# Baltiska kommittén
Baltiska kommittén (Bk) var en svensk antikommunistisk exilorganisation bildad av ester, letter och litauer 1943. Initiativtagare var exilesten Arvo Horm. Kommittén har beskrivits som högerextrem. 

## Historia
Under 1970-talet var den moderata riksdagsmannen Birger Hagård ordförande i kommittén, med Arvo Horm som sekreterare. 1985 anslöt sig gruppen till den svenska sektionen av World Anti-Communist League. Från mitten av 1970-talet fram till början av 1986 arbetade Anders Larsson på organisationens kansli. Anders Larsson kom att hamna i konflikt med Arvo Horm och Birger Hagård, vilket ledde till hans avskedande i början av 1986. Efter detta vände sig Larsson till flera tidningsredaktioner med upplysningar om Baltiska Kommittén.
Organisationen tycks ha upphört att existera under 1990-talet, troligtvis som en följd av att den sovjetiska ockupationen av de baltiska staterna upphörde.

## I populärkulturen
I boken Skymnings-Tid av författaren Henrik Bromander förekommer en karaktär vid namn Arvo Malm som är aktiv i Baltiska kommittén. I boken är karaktären Arvo Malm en högerextrem exilbalt som förutom aktiviteter i Baltiska kommitén är organiserad i nätverket Stay-behind.